# Colura
Colura là một chi rêu trong họ Lejeuneaceae.